# 121 (číslo)
Sto dvacet jedna je přirozené číslo, které následuje po čísle sto dvacet a předchází číslu sto dvacet dva. Římskými číslicemi se zapisuje CXXI.

## Matematika
121 je:
- deficientní číslo
- nepříznivé číslo
- v desítkové soustavě nešťastné číslo
- jedenácté čtvercové číslo
- repunit ve trojkové soustavě z pěti jedniček
- součet tří po sobě jdoucích prvočísel (37 + 41 + 43)

## Chemie
- 121 je atomové číslo zatím (prosinec 2017) neobjeveného prvku unbiunia, neutronové číslo třetího nejběžnějšího izotopu rtuti a nukleonové číslo běžnějšího z obou přírodních izotopů antimonu (tím méně běžným je 123Sb)[1]

## Kalendář
- Stojednadvacátým dnem kalendářního roku je 1. květen (v přestupném roce 30. duben)

## Roky
- 121
- 121 př. n. l.